# Wayne County (Pennsylvania)
Wayne County ist ein County im Bundesstaat Pennsylvania der Vereinigten Staaten. Bei der Volkszählung im Jahr 2020 hatte das County 51.155 Einwohner und eine Bevölkerungsdichte von 27 Einwohnern pro Quadratkilometer. Der Verwaltungssitz (County Seat) ist Honesdale.

## Geschichte
Das County wurde am 21. März 1798 aus Northampton County gebildet und nach dem General und Politiker Anthony Wayne benannt.
Ein Ort im County hat den Status einer National Historic Landmark, der Delaware and Hudson Canal. 17 Bauwerke und Stätten des Countys sind im National Register of Historic Places (NRHP) eingetragen (Stand 25. Juli 2018).

## Geographie
Das County hat eine Fläche von 1944 Quadratkilometern, wovon 55 Quadratkilometer Wasserfläche sind.

## Bevölkerungsentwicklung

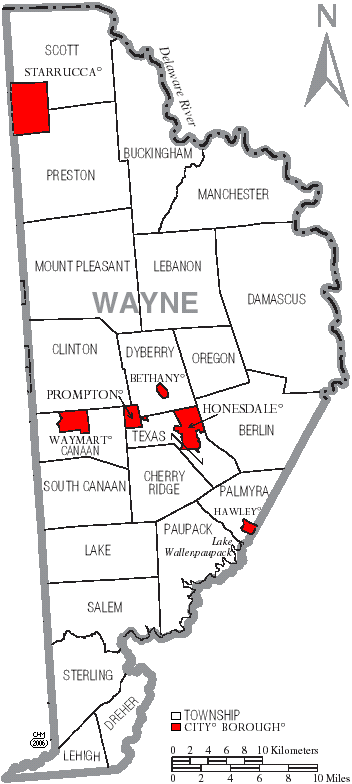
Karte des Wayne Countys

## Städte und Ortschaften
| - Berlin Township - Bethany - Buckingham Township - Canaan Township - Cherry Ridge Township - Clinton Township - Damascus Township - Dreher Township - Dyberry Township - Hawley | - Honesdale - Lake Township - Lebanon Township - Lehigh Township - Manchester Township - Mount Pleasant Township - Oregon Township - Palmyra Township - Paupack Township | - Preston Township - Prompton - Salem Township - Scott Township - South Canaan Township - Starrucca - Sterling Township - Texas Township - Waymart |